# Ranger (marka samochodów)

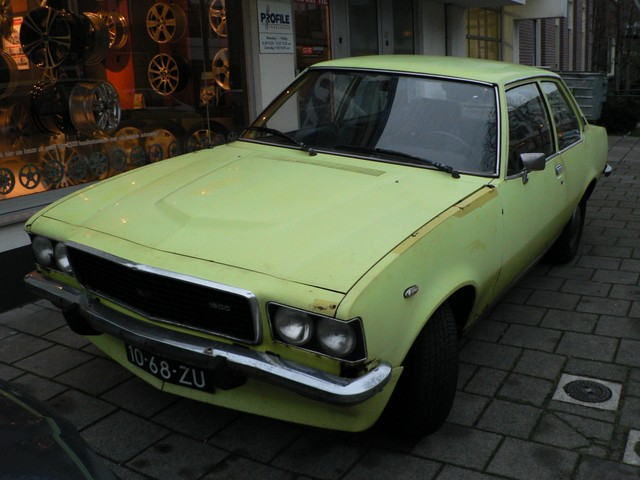
Ranger 1900 II

Ranger – dawny południowoafrykański producent samochodów osobowych, z siedzibą w Port Elizabeth, działający w latach 1968–1978. Należał do amerykańskiego koncernu General Motors. 

## Historia
W połowie 1968 roku General Motors zdecydowało się wprowadzić do sprzedaży w Południowej Afryce nową markę samochodów Ranger jako alternatywę dla oferowanego lokalnie Opla oraz Chevroleta. Ofertę utworzył bliźniaczy wobec europejskiego Opla Rekorda duży sedan, noszący różne nazwy w zależności od wariantu wyposażeniowego w postaci oznaczeń numerycznych. Ranger był obecny w sprzedaży w RPA przez kolejne 5 lat, znikając z rynku w 1973 roku.

### Europa
Niezależnie od rynku południowoafrykańskiego, General Motors zdecydowało się wprowadzić w 1970 roku do sprzedaży markę Ranger także w Europie Zachodniej, z ograniczeniem do Belgii i Szwajcarii. Tutejszy wariant modelu Ranger również był bliźniaczą wersją Opla Rekorda, dostępną z innymi jednostkami napędowymi. Na rynku europejskim Ranger pozostał w sprzedaży o 5 lat dłużej od rynku południowoafrykańskiego, znikając z rynku trwale w 1978 roku.

## Modele samochodów

### Historyczne
- Ranger (1968–1978)